# Ferences templom (Eger)
Az egri ferences templom (hivatalos nevén a Szeplőtelen fogantatás Nagyboldogasszony Ferences templom, közkeletű nevén „Barátok temploma”) a Kossuth Lajos utca 14-ben áll.

## Története
Három hónappal azután, hogy a töröktől visszafoglalták Egert, Fischer Mihály kamarai biztos 1688. március 21-én a ferenceseknek adományozta az akkor Hatvani (ma Kossuth Lajos) utcában álló egykori török mecsetet. Az 1988-ban elvégzett ásatások alapján a mecsetet a törökök a középkori Szent Demeter templomból alakították ki. A barokk templom építése 1701-ben a rendház felőli toronnyal kezdődött, mert ebben a toronyban helyezték el a II. Rákóczi Ferenc által Kassán 1705-ben öntetett harangot, a torony azonban nem lett teljesen kiépítve csak a rendház magasságáig készült el. Mivel a régi rendház a Rákóczi-szabadságharc alatt megsérült, a szabadságharc után a rendház építésével folytatódott az építkezés. A kolostor utcai részét 1714–1716 között építették ki, majd 1724-28 között a délnyugati szárnyat, 1731-35 között pedig az ebédlőt és a konyhát magába foglaló kerti szárnyat. A templom folytatására csak 1736-ban került sor, ekkor rakta le Erdődy Gábor püspök a szentély alapkövét. A szentély építése 1744-ben fejeződött be, amikor Püspöki András kanonok felszentelte. A kolostor negyedik szárnyát a templom hajójának délnyugati falával együtt kezdték el építeni 1748-49-ben, ezután bontották le a mecsetet és épült meg a hajó északkeleti fala 1750–1753 között. Polereczky György ácsmester 1753-ban befedte a templomot. A hajó boltozatai 1753-1755 között készültek el. A főhomlokzatot és a két tornyot Nitsmann (Nitschmann) János fejezte be (1772–1776). A főhomlokzat szoborfülkéjében álló Immaculata szobrot Steinhauser Antal faragta 1777-ben. A díszes kapuzatot 1793-ban és a bejárattól jobbra álló feszületet a Mater Dolorosa szoborral 1794-ben Pliczner (Plitzner) János kőfaragó kivitelezte, valószínűleg Giovanni Adami tervei alapján. 
A baldachinos főoltárt 1778-79-ben építették, a Szeplőtelen fogantatást ábrázoló oltárkép festőjét egyelőre nem sikerült azonosítani, annyit tudni róla, hogy bécsi festő volt. A baldachinos oltár építésében több mester is közreműködött, Kronovetter Pál (1748-1787) festő az aranyozást, az egri Spórer Mihály a márványozást végezte, míg a szintén egri Steinhauser Antal az oltár faszobrait faragta. A mellékoltárképek közül a Páduai Szent Antal (1755) és a Szent Ferenc (1756) oltárképet Lucas Huetter (?–1760) egri irgalmas rendi fráter, a Fájdalmas Anya oltárképet 1735-ben Carolus Unterhueber (1700-1752), a Szent Anna oltárképet 1928-ban Ramold Lajos (1896-1949), a Szent Erzsébet alamizsnát oszt oltárképet 1931-ben Ungváry Sándor, a Szent Péter és Szent Pál az egyházat Szent József oltalmába ajánlja oltárképet Stein János (1874-1945) festette. Mind a hat egységesen barokk stílusú mellékoltár felépítménye 1755 és 1758 között készült, valószínűleg ferences rendi asztalosok munkájaként, a rendnek ugyanis saját asztalosműhelye volt. Ugyanez a helyzet a díszes szószékkel, mely 1758-ban készült, és 1766-ban 350 Ft-ért Wittmann János egri festő aranyozta be. A szentély mennyezetén a falképeket 1927-ben, a hajóban 1928-ban Ungváry Sándor festette. A szentély korábbi, 1778-as kifestése Kronovetter Pál nevéhez fűződik.
Bútorzata a 18. század végéről származik. A templom orgonáját a budapesti Rieger orgonagyár építette 1928-ban (3 man. 34 reg.)

## Az épület
Műemlék; törzsszáma: 2000, azonosító száma 5540 (helyrajzi száma: 6566)
Csatlakozó beépítésben álló, egyhajós barokk templom, egyenes záródású szentéllyel. A Kossuth utca felé néző, északnyugati homlokzata kéttornyos. A két torony között enyhén előreugrik a kaput is magába foglaló, volutás timpanonnal koronázott, egytengelyes középrizalit. Belső terét csehboltozatok fedik, a hajó bejárat felőli oldalán karzattal. A kapu fölötti kőtábla kronosztikonos felirata: fILIæ patrIs æternI MatrIs fILII DeI sponsæ spIrItVs sanCtI VIrgInIs sIne Labe honorI assVrpeXIt. ope ære piorum cura fratrum minorum. Alatta az íven: a te házadat szentség illeti uram Zsolt 02. A kaputól jobbra kereszt áll, a lábánál Mater Dolorosa-szoborral, talpán a kronosztikonos felirat: o Domine ego serVUs tUUs et fILIUs anGILLa tUe. 1500 kg-os, d1 hangú 19. századi harangja a keleti toronyban függ, ritkán használják, nem műemlék. Ezen kívül 2 harangot rekviráltak el amik a keleti toronyban függtek a nagyharanggal együtt, a nagyobb 191 kg,d2 hangú, a kisebb 42 kg és a2 hangú volt. 
A templom nyugati oldalához ugyancsak műemlék kolostorépület csatlakozik (törzsszáma: 1999, helyrajzi számai: 6568, 6569/1). Az egyemeletes, zárt sorú beépítésben álló, barokk épület négyzet alaprajzú udvart zár körül. Kőkeretes, szemöldökdíszes, egyszárnyú bejárata a keleti tengelyben nyílik. Az udvari szárnyak a földszinten árkádívesek, később beüvegezték őket. A belső helyiségek boltozottak. A nyugat felől álló, egykorú kertkapu (helyrajzi száma: 6569/1) ugyancsak műemlék. 

## Működési rendje
A templomban van a Mária Légió egyik, a budapesti regiához tartozó comitiumának központja. Szorosan együttműködnek az angolkisasszonyok egri szervezetével, aminek székháza a szomszéd háztömbben van (Kossuth Lajos utca 8.).
A nyitvatartási időben egész évben ingyen látogatható. Egész évben tartanak esküvőket.

## Galéria

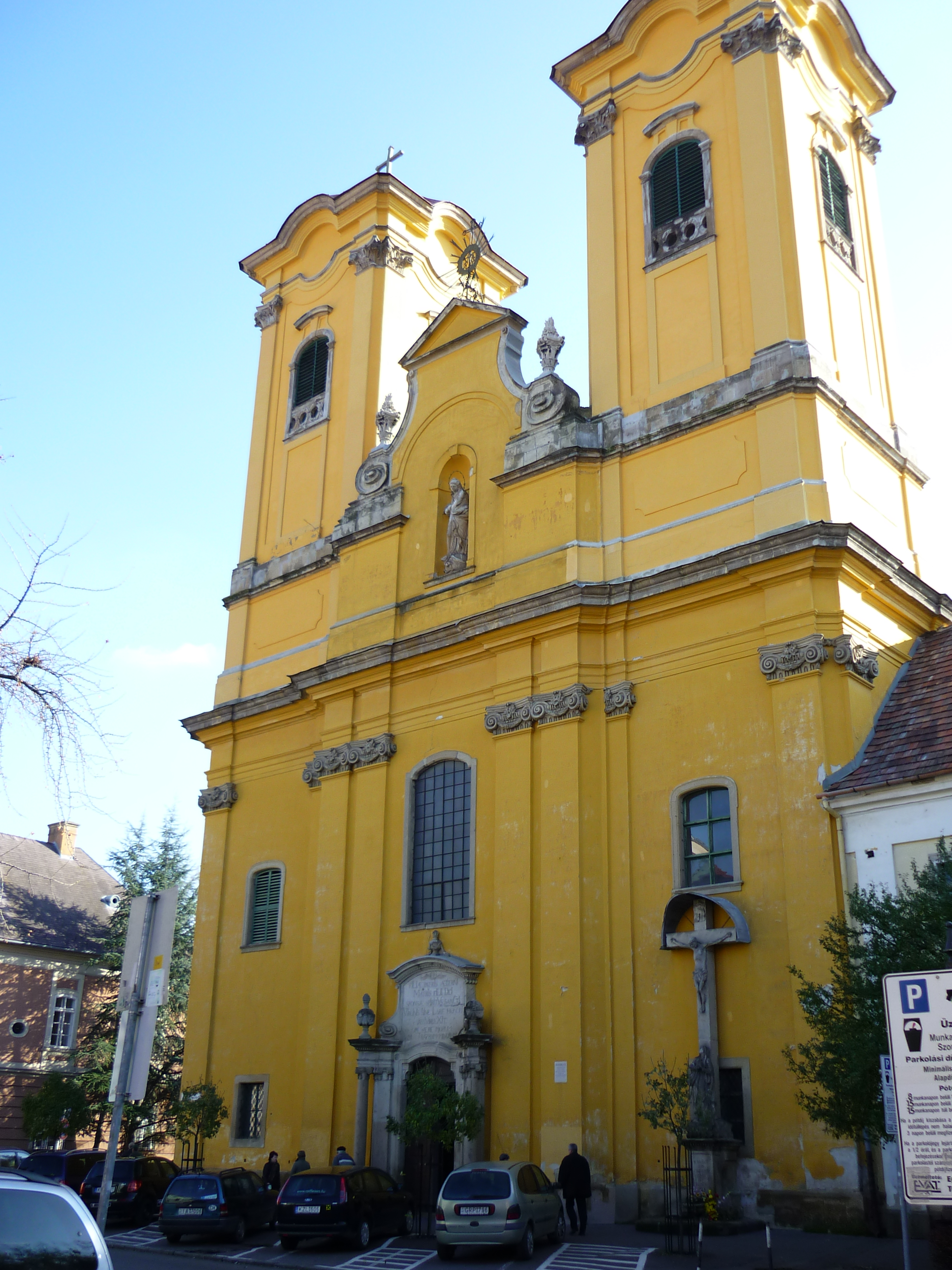
A templom főhomlokzata
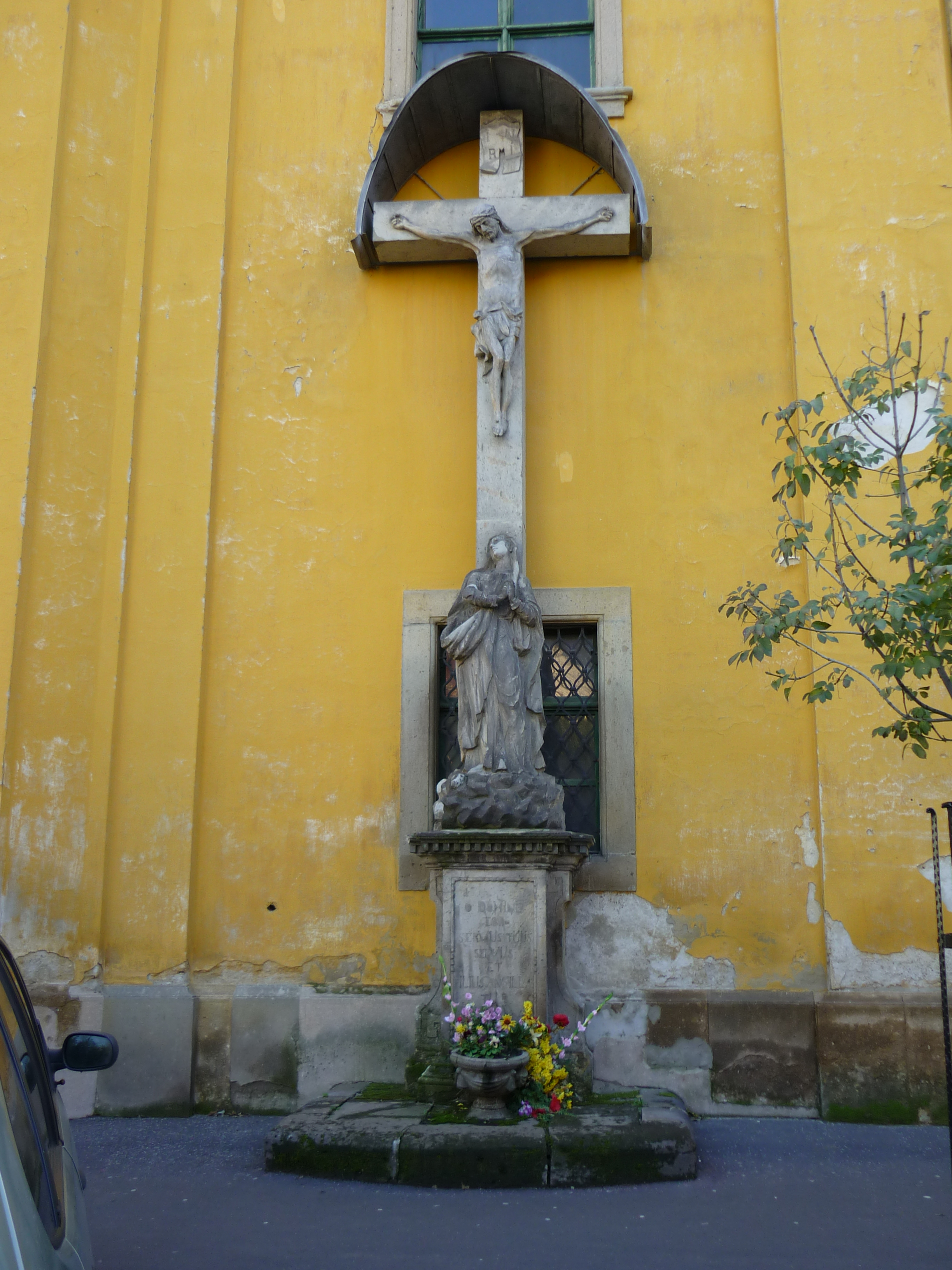
Mater Dolorosa-szobor a templom előtt
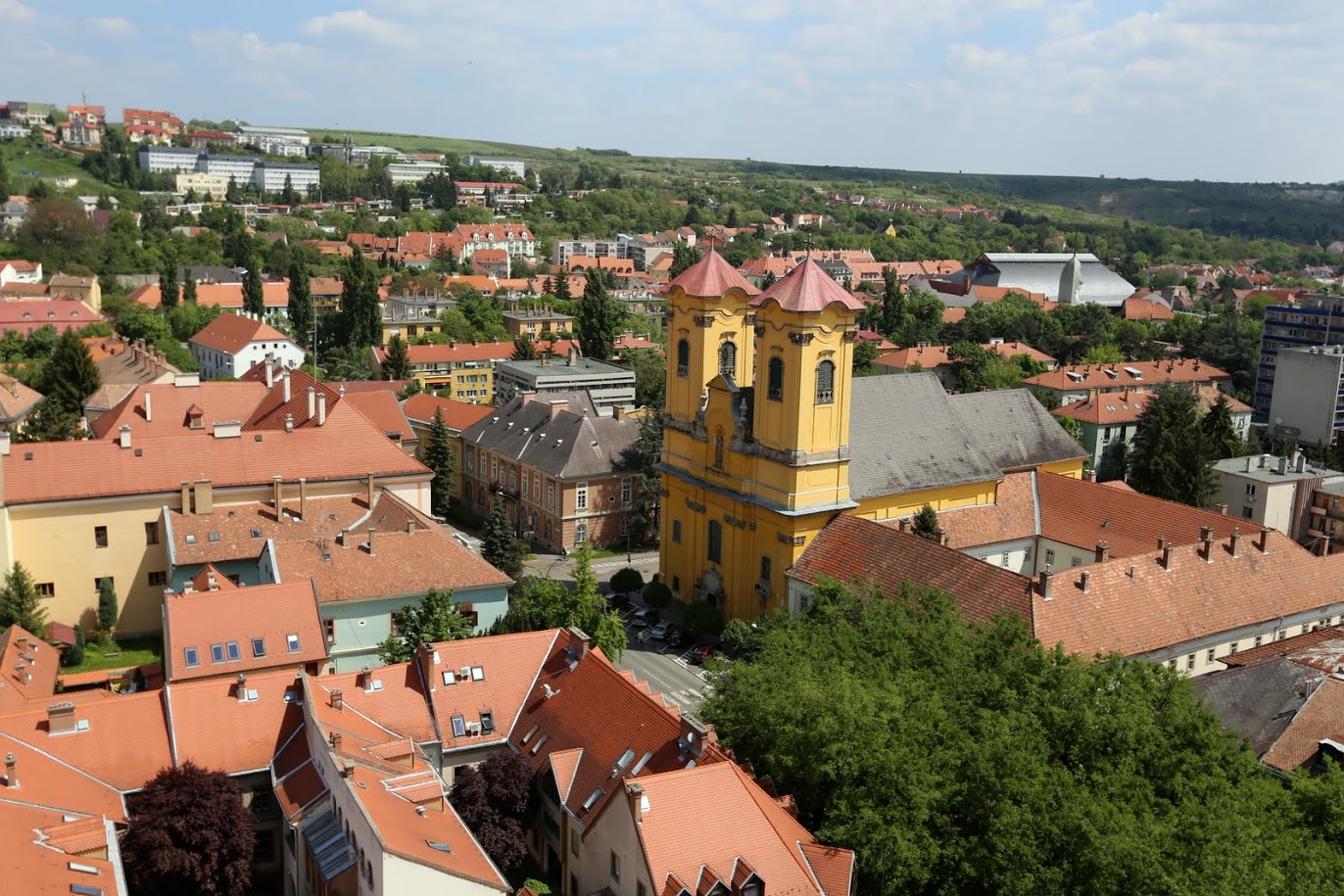
A ferences templom a Líceum teraszáról nézve
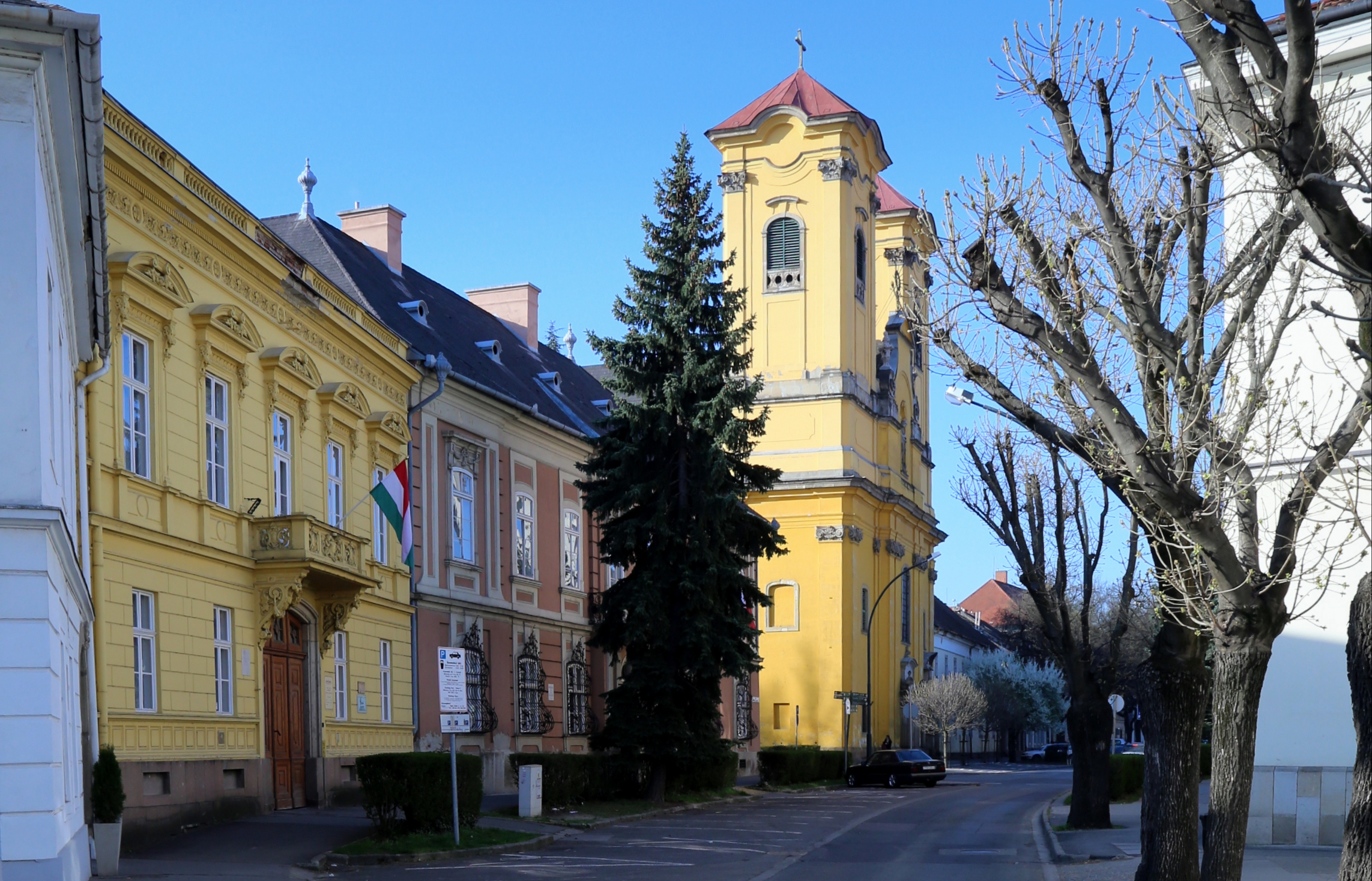
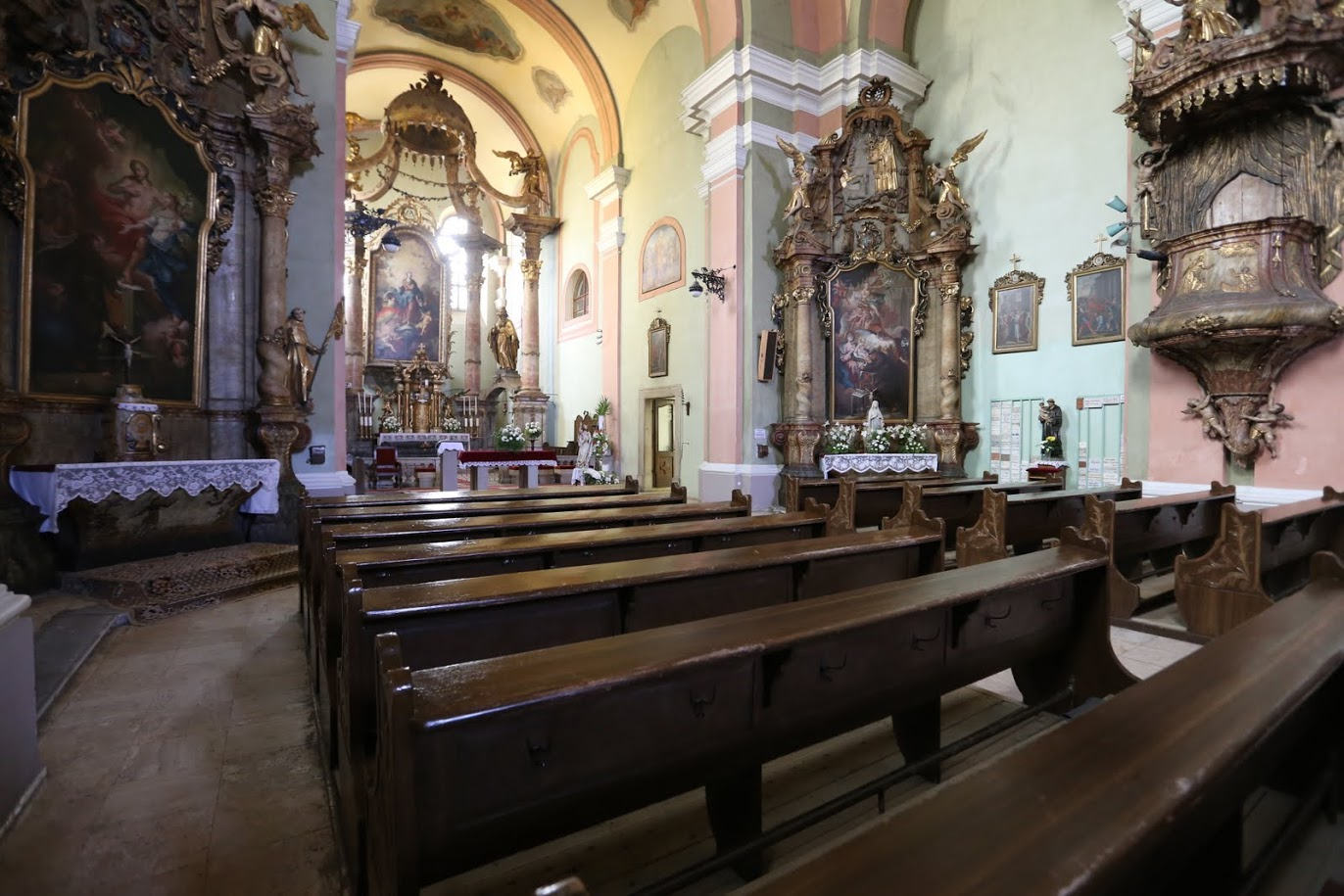
A szentély a főoltárral és a diadalív előtt álló Szent Ferenc és Páduai Szent Antal oltárral
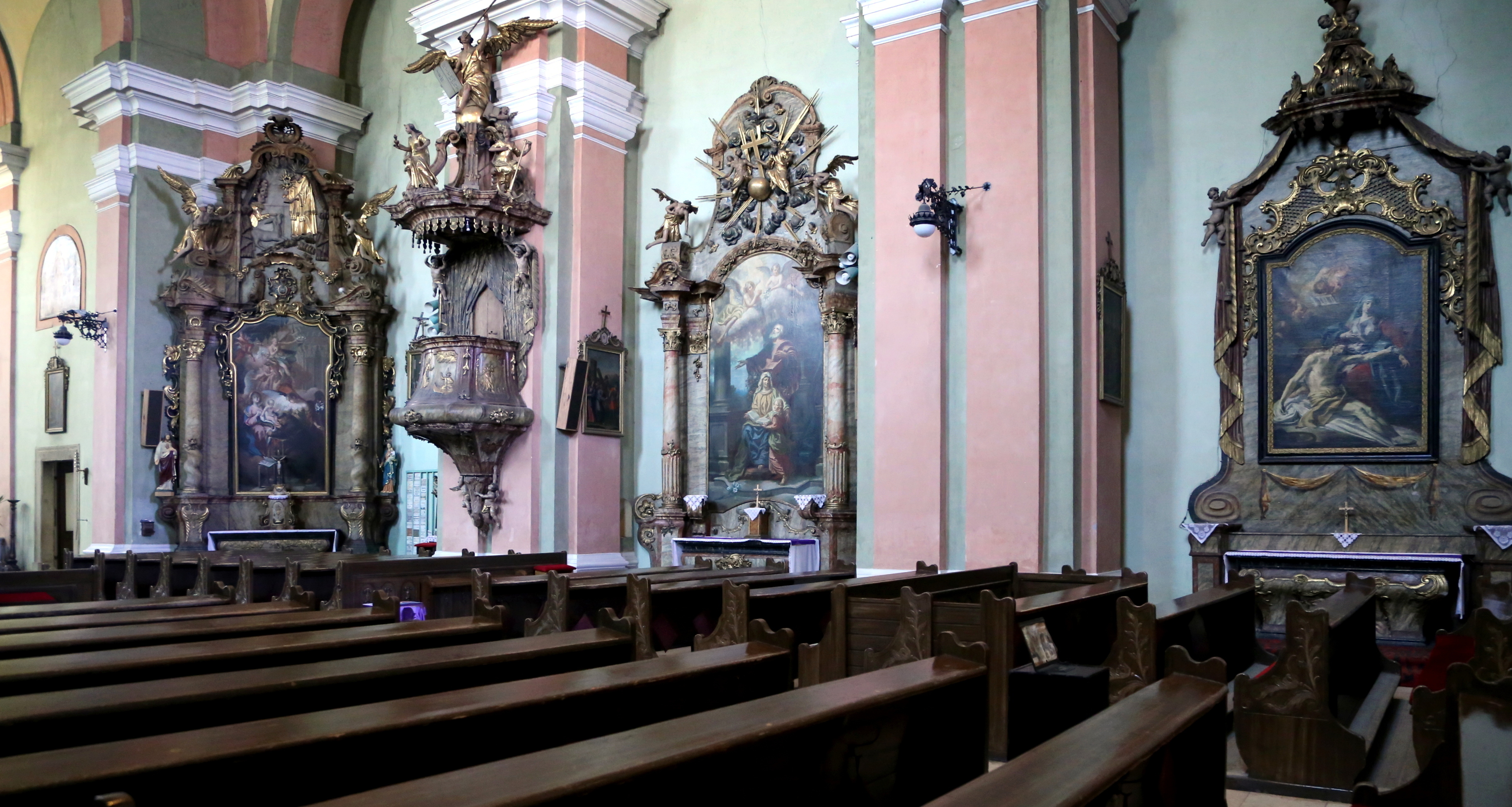
A hajó délnyugati oldala a Szent Antal, Szent Erzsébet és a Fájdalmas Anya (Pieta) oltárral
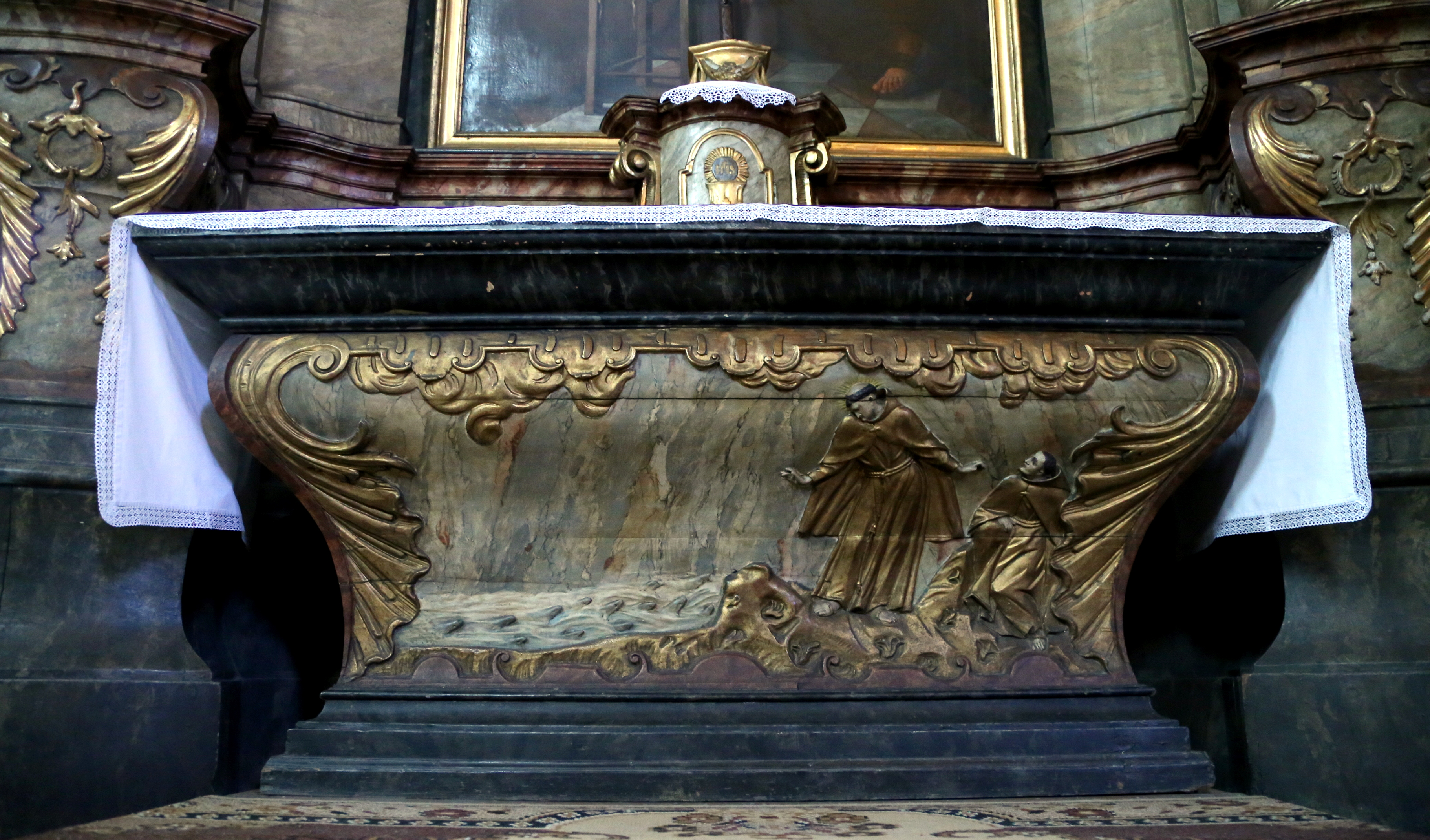
Paduai Szent Antal oltár oltárasztala, Szent Antal a halaknak prédikál
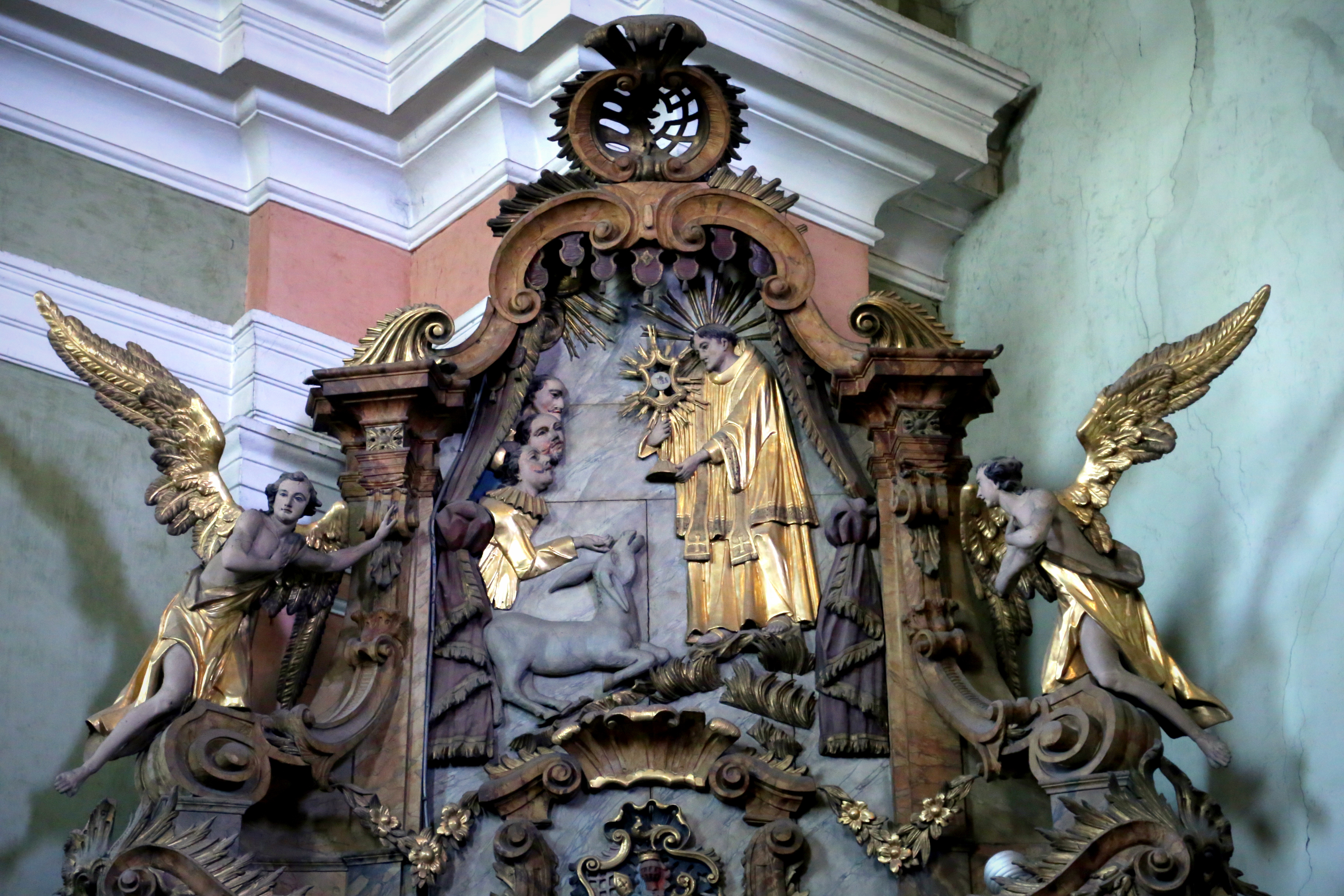
Páduai Szent Antal-oltár oromzata a szamárlegenda jelenettel
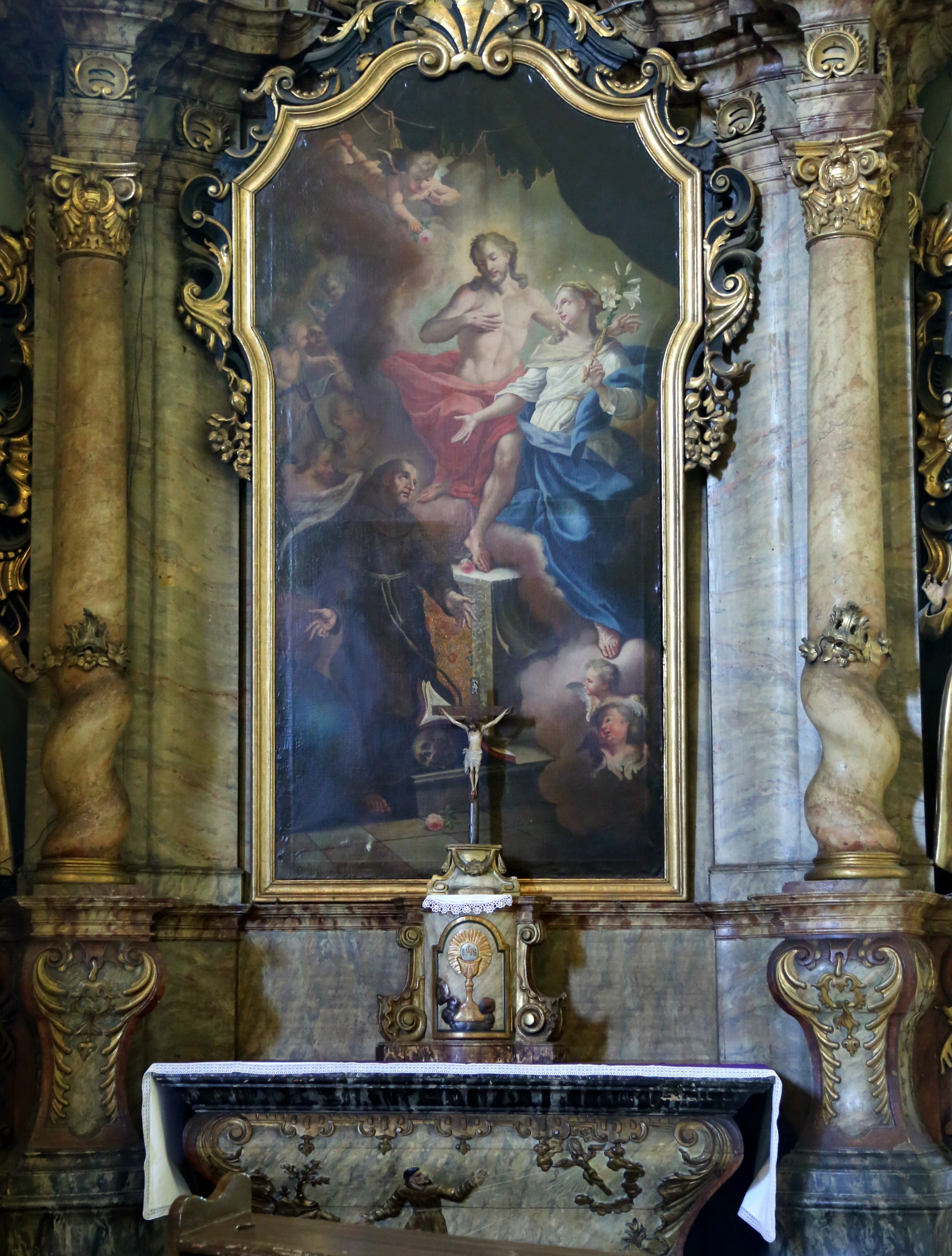
Lucas Huetter: Szent Ferenc oltár 1756